# Barabbas (tiểu thuyết)
Barabbas (1950) là một tiểu thuyết của văn hào Pär Lagerkvist, người đoạt Giải Nobel Văn chương năm 1951. Tác phẩm thuật lại câu chuyện về cuộc đời của Barabbas, người mà Thánh Kinh cho biết đã được tha thay vì Chúa Giê-xu. Barabbas đã dùng suốt cuộc đời còn lại của mình để tìm hiểu lý do vì sao mình được chọn để sống.

## Tóm lượt tác phẩm
Chúa Giê-xu bị đóng đinh trên đồi Golgotha. Bên lề đám đông, Barabbas đứng đó. Vốn là một người bạo lực, sống ngoài vòng luật pháp và nổi loạn, Barabbas không thể nào có chút kính trọng với một người không biết phản kháng, dầu người đó đã chết thay chỗ của mình. Barabbas cũng hoài nghi về thần tính của Chúa Giê-xu. Dầu vậy, ông cũng bị lôi cuốn về sự hy sinh của Chúa. Ông tìm gặp nhiều môn đệ khác nhau của Chúa để tìm hiểu. Tuy nhiên, những quan điểm tôn cao Chúa của họ không phù hợp với sự quan sát cụ thể của ông về Chúa. Quan trọng hơn nữa, vì Barabbas chưa bao giờ kinh nghiệm được tình yêu - vốn là nền tảng của niềm tin Cơ-đốc - nên Barabbas thấy rằng ông không thể nào hiểu được tình yêu, và do đó không thể nào hiểu được đức tin Cơ-đốc. Barabbas nói rằng ông "muốn tin," nhưng đối với Barabbas, hiểu biết là điều kiện tiên quyết để tin, do đó ông không thể tin.
Sau nhiều thử thách gian truân, cuối cùng Barabbas đến Roma, nơi ông hiểu lầm cuộc hỏa hoạn tại Roma là khởi đầu của Thiên Đàng mới, do đó ông hăng hái giúp đám cháy lan rộng. Kết quả, ông bị bắt và bị đóng đinh cùng với những Cơ-đốc nhân khác như là những người tử đạo về một đức tin mà ông vẫn chưa hiểu.

## Chủ đề
Suốt cuộc đời của Pär Lagerkvist, ông bị dằn vặt với sự thiếu niềm tin. Trong tiểu thuyết, Barabbas cũng vậy, là một người không thể nào hiểu Chúa Giê-xu và không biết yêu Ngài như thế nào. Tiểu thuyết trình bày nhiều Cơ-đốc nhân với những quan niệm sai lầm về đức tin như những ví dụ tiêu cực, nhằm trình bày sứ điệp làm thế nào để yêu Chúa Giê-xu.

## Giải thưởng và những đề cử
Tác giả được trao giải Nobel Văn Chương năm 1951.

## Kịch bản cho phim và sân khấu
- Tiễu thuyết được Dino De Laurentiis chuyển thành phim Barabbas vào năm 1961. Phim do Anthony Quinn đóng vai chính.
- Tác phẩm cũng được chuyển thành kịch để diễn trên sân khấu vào năm 1953.

## Ấn bản Việt ngữ
- Tiểu thuyết được Hướng Dương dịch sang tiếng Việt năm 1969 và được nhà xuất bản Tin Lành Sài Gòn đăng làm nhiều kỳ trên Thánh Kinh Báo bắt đầu từ số 367, tháng 8 năm 1969.[1]